# Тараканов, Никита Ксенофонтович
Никита Ксенофонтович Тараканов — русский дипломат, стольник и воевода XVII века.

## Биография
Впервые Никита Ксенофонтович Тараканов упоминается в 1672 году по поводу его направления для «учинения розыска о запрещенной рыбной ловле в водах рек Шексны и Суды», о чем представил довольно пространную отписку. 
В 1676 году Н. К. Тараканов был назначен служить воеводой в Белозерск и спустя три года за ревностную службу получил похвалу. Сохранился ряд царских грамот к нему в Белозерск датированных 1678 годом: от 22 марта грамота ему о высылке ратных людей к Москве для встречи польских послов; от 26 марта приказ рядить воинских и иных чинов людей в Курск и Новый Оскол по случаю ожидавшегося нападения турок и крымских татар на Чигирин; от 16 апреля грамота о высылке в малороссийские города на службу в полк думного дворянина Венедикта Андреевича Змеева начальных людей-копейщиков, рейтар и пушкарей; а «те люди разбежались по домам, и тех людей приказано сыскивать и приводить в Белоозеро в съезжую избу, бить их батогом нещадно, а учиня наказание высылать на службу». От апреля (дата не обозначена) указ ему выслать к Змееву половину числящихся по Белоозеру пушкарей, а кому идти — о том тянуть им жребий, и «жребий давать в правду, никому не норовя, и посулов и поминков от того ни от кого не беря». От апреля же ему приказ выслать в Москву разного чина людей для посольской встречи, а за промедление или за поблажки, если такие окажутся, Tараканову пригрозили быть «в конечном разорении» и наказанным. 
На имя Тараканова сохранился также ряд грамот административного характера от 1678 года: о денежных окладах белозерским подьячим Приказа Большого дворца, о доставлении в Москву денежных и хлебных доходов и рыбы указного образца к царскому столу, о расспросе некоего бобыля Артемьева насчет найденных у него «предметов волшебства». 
Под 1680 год Никита Ксенофонтович Тараканов был назван «разборщиком»; в январе ему приказано собрать белгородских людей и к 6 февраля стать с ними в полк к курскому воеводе князю Петру Ивановичу Хованскому. 
В 1682 году Тараканов был царевной Софьей Алексеевной направлен послом в Крым. Из Крыма Н. Тараканов доносил, что хан, желая получить больше подарков, велел его схватить, отвести в конюшню, бить обухом, приводить к огню и стращать всякими муками, но Тараканов все время стоял на том, что ничего более не даст; так и не добившись от него уступок, хан велел забрать у него «все вещи без остатка», а самого отпустить на все четыре стороны. Кое-как Тараканов добрался до русской заставы на реке Альме, откуда и отписал обо всём в Москву. Возмущенная насилием и грабежом, правительница Софья объявила хану, что московских послов он у себя более не увидит, а необходимые переговоры уполномоченными с обеих сторон будут вестись на границе. Об этом нанесенном царскому посланнику «бесчестии», после которого Тараканов получил прибавку к окладу в 50 рублей соболями, упоминается потом в царском указе 1686 года, коим приказано было по местам готовиться к походу против Крыма. 
В 1692 году Никита Ксенофонтович Тараканов был послан с милостивым словом и подарками к гетману Войска Запорожского Ивану Степановичу Мазепе и был принят им очень пышно: «стояла шпалерами гетманская пехота, играли трубы, били литавры».